# Calocoenia
Calocoenia is een vliegengeslacht uit de familie van de oevervliegen (Ephydridae).

## Soorten
- C. paurosoma (Sturtevant and Wheeler, 1954)
- C. platypelta (Cresson, 1935)